# Guess My Age : Saurez-vous deviner mon âge ?
Guess My Age : Saurez-vous deviner mon âge ? est un jeu télévisé français, créé par Aurélien Lipiansky (Tooco) et diffusé du lundi au vendredi à 18 h sur C8 (anciennement D8) depuis le 11 juillet 2016. L'émission est présentée par Jean-Luc Lemoine du 11 juillet 2016 au 27 octobre 2017,.

## Concept
Un duo de candidats doit deviner l'âge exact de plusieurs candidats pour tenter de préserver leur cagnotte initiale de 100 000 €.

## Diffusion
L'émission est diffusée en quotidienne du lundi au vendredi entre 17 h 15 et 19 h sur la période du 11 juillet 2016 au 5 août 2016. En raison des mauvaises audiences de Storage Wars, l'émission est diffusée jusqu'à 21 h, soit quatre numéros par jour.
Selon des propos tenus par l'animateur lors des 35 heures de Baba, préférant se consacrer à la scène, il décide de ne pas présenter la deuxième saison du jeu télévisé. Finalement, il présente bien la deuxième saison.
Depuis le 19 juillet 2016, des soirées en prime-time avec, comme candidats, des duos (ou des trios) de célébrités qui jouent pour diverses associations, sont diffusées.
La saison 2 a été diffusée du 22 janvier 2017 à juin 2017 tous les dimanches entre 18 h 30 et 21 h.
Dans une interview donnée fin mars 2018 (Buzz TV), Jean-Luc Lemoine répond à la question sur la possibilité d'un retour du jeu : « Ça revient régulièrement dans la conversation entre le producteur et C8. Pour l'instant, ce n'est pas le cas. Mais je sais que c'est pas enterré, loin de là. » L'animateur pointe également les problématiques économiques, sans doute liées aux gains généreux du jeu et au budget de la chaîne, mais aussi le placement horaire de l'émission. Avec l'émission Touche pas à mon poste !, il est en effet difficile de caser Guess My Age à 19 heures, horaire adéquat pour les jeux télévisés. Une programmation l'été ou en prime-time pourraient ainsi convenir mais les réalités économiques s'imposent.

## Audience
Les premières audiences du jeu sont jugées très satisfaisantes si bien que la chaîne avait décidé de renouveler le jeu pour une deuxième saison.

## Versions étrangères
Le format de télévision entièrement créé en France a été exporté dans dix-huit pays dans le monde.
| Pays               | Nom de l'émission                          | Présentateur(s)                                                    | Chaîne      | Première diffusion | Dernière diffusion |
| ------------------ | ------------------------------------------ | ------------------------------------------------------------------ | ----------- | ------------------ | ------------------ |
| Slovaquie          | Uhádni môj vek                             | Vlado Voštinár                                                     | TV JOJ      | 15 août 2016       | 18 juillet 2017    |
| Allemagne          | Rate mal, wie alt ich bin                  | Matthias Opdenhövel                                                | Das Erste   | 2 décembre 2016    | 10 mars 2017       |
| Autriche           | Guess My Age                               | Johanna Setzer                                                     | Puls 4      | 6 février 2017     | 13 mars 2017       |
| Hongrie            | Pénzt vagy éveket!                         | Tibor Kasza                                                        | TV2         | 24 juillet 2017    | 5 août 2022        |
| Italie             | Guess My Age - Indovina l'età              | Enrico Papi (2017-2021) Max Giusti (2021-2022)                     | TV8         | 28 août 2017       | 29 avril 2022      |
| Russie             | Угадай мой возраст Ougadaï moïou vozrast   | Mikhaïl Politseïmako                                               | Ю           | 18 septembre 2017  | En cours           |
| Roumanie           | Guess My Age - Ghicește vârsta             | Dan Negru                                                          | Antena 1    | 30 novembre 2017   | 10 mai 2018        |
| Turquie            | Yaşım Kaç?                                 | Behzat Uygur                                                       | Kanal D     | 22 juillet 2018    | 21 octobre 2018    |
| Espagne            | El concurso del año                        | Dani Martínez                                                      | Cuatro      | 27 août 2018       | 11 juin 2021       |
| Viêt Nam           | Đoán tuổi như ý                            | Đại Nghĩa                                                          | VTV3        | 1er décembre 2018  | 7 septembre 2019   |
| Chili              | Adivina mi edad (segment de Viva la pipol) | Jean Philippe Cretton, Pamela Díaz, Felipe Vidal et Gaby Hernández | Chilevisión | 11 mars 2019       | En cours           |
| Grèce              | Guess My Age                               | Giorgos Liagkas                                                    | Skai TV     | 8 septembre 2019   | 2020               |
| Uruguay            | El juego del año                           | Iñaki Abadie                                                       | Canal 10    | 9 septembre 2019   | 2020               |
| Thaïlande          | Guess My Age รู้หน้า ไม่รู้วัย                    | Warawut Janthanakun                                                | Channel 7   | 2 octobre 2019     | 2022               |
| Estonie            | Kui vana ma olen?                          | Roald Johannson                                                    | Kanal 2     | 12 mars 2021       | En cours           |
| Bosnie-Herzégovine | Pogodi mi godine                           | Andrija Kuzmanović                                                 | UNA TV      | 21 décembre 2021   | En cours           |
| Slovénie           | Leta štejejo                               | Klemen Bučan                                                       | Planet TV   | 3 mars 2022        | En cours           |
| Bulgarie           | Колко ми даваш? Kolko mi dabash?           | Florina Ivanova                                                    | bTV         | 19 septembre 2024  | En cours           |